# Rumunia na Letnich Igrzyskach Olimpijskich 1992
Rumunię na Letnich Igrzyskach Olimpijskich w Barcelonie reprezentowało 172 zawodników w 18 dyscyplinach, w tym 68 kobiet.

## Złoto
| Zawodnik                                                                    | Dyscyplina sportowa | Konkurencja           |
| --------------------------------------------------------------------------- | ------------------- | --------------------- |
| Lavinia Miloșovici                                                          | Gimnastyka          | Ćwiczenia na podłodze |
| Lavinia Miloșovici                                                          | Gimnastyka          | Skok                  |
| Elisabeta Lipă                                                              | Wioślarstwo         |                       |
| Dimitrie Popescu Dumitru Răducanu Iulica Ruican Nicolae Țaga Viorel Talapan | Wioślarstwo         | Czwórka ze sternikiem |

## Srebro
| Zawodnik | Dyscyplina sportowa | Konkurencja         |
| --- | ------------------- | ------------------- |
| Alina Astafei | Lekkoatletyka       | Skok wzwyż          |
| Cristina Bontaș Gina Gogean Vanda Hădărean Lavinia Miloșovici Maria Neculiță Mirela Pașca                                       | Gimnastyka          | Wielobój drużynowo  |
| Veronica Cochelea Elisabeta Lipă                                                                                                | Wioślarstwo         |                     |
| Constanța Burcică Veronica Cochelea Anișoara Dobre-Bălan Doina Ignat                                                            | Wioślarstwo         |                     |
| Adriana Bazon Iulia Bobeică-Bulie Elena Georgescu Viorica Lepădatu Viorica Neculai Ioana Olteanu Maria Păduraru Doina Robu      | Wioślarstwo         | Ósemka bez sternika |
| Dănuț Dobre Marin Gheorghe Claudiu Marin Vasile Măstăcan Vasile Năstase Valentin Robu Iulica Ruican Viorel Talapan loan Vizitiu | Wioślarstwo         | Ósemka bez sternika |

## Brąz
| Zawodnik                                                                            | Dyscyplina sportowa  | Konkurencja            |
| ----------------------------------------------------------------------------------- | -------------------- | ---------------------- |
| Cristina Bontaș                                                                     | Gimnastyka           | Ćwiczenia na podłodze  |
| Lavinia Miloșovici                                                                  | Gimnastyka           | Wielobój indywidualnie |
| Leonard Doroftei                                                                    | Boks                 | Waga lekkopółśrednia   |
| Laura Badea Roxana Dumitrescu Claudia Grigorescu Reka Szabo Elisabeta Guzganu-Tufan | Szermierka           | drużynowo              |
| Dimitrie Popescu Dumitru Răducanu Nicolae Țaga                                      | Wioślarstwo          |                        |
| Sorin Babii                                                                         | Strzelectwo          |                        |
| Traian Cihărean                                                                     | Podnoszenie ciężarów | – 52 kg                |
| Ioan Grigoraș                                                                       | Zapasy               | Styl klasyczny:130 kg  |